# سپاه الغدیر یزد

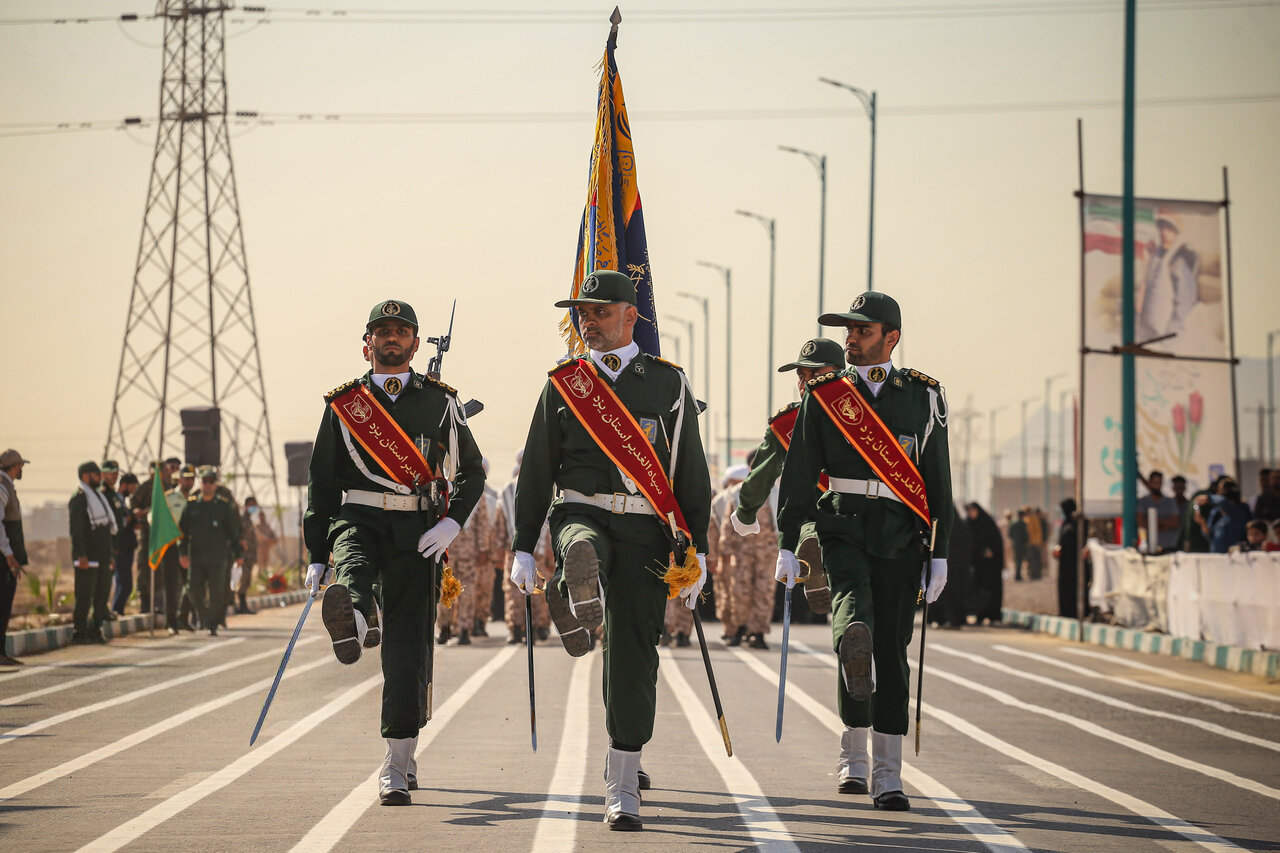
رژه نیروهای سپاه الغدیر یزد به‌مناسبت سالگرد جنگ ایران و عراق در سال ۱۴۰۱، یزد

سپاه الغدیر یزد یگان نظامی-امنیتی و از سپاه‌های استانی زیرمجموعه سپاه پاسداران انقلاب اسلامی است، که ستاد فرماندهی آن در شهر یزد مستقر می‌باشد و وظیفه فرماندهی و کنترل کلیه یگان‌های سپاه و بسیج مستقر در استان یزد را برعهده دارد. پیشینه شکل‌گیری این یگان، به مهرماه ۱۳۶۲ و تشکیل تیپ ۱۸ الغدیر در خلال جنگ ایران و عراق بازمی‌گردد. سپاه الغدیر یزد در سال ۱۳۸۷ در پی اجرای طرح تغییرات ساختاری در سپاه پاسداران و تشکیل سپاه‌های استانی، تأسیس شد. مهم‌ترین یگان‌های زیرمجموعه این سپاه، تیپ ۱۸ الغدیر از نیروی زمینی سپاه و ۱۲ سپاه ناحیه‌ای (نواحی بسیج شهرستان‌ها) همچون سپاه یزد، سپاه اردکان، سپاه میبد، سپاه بافق و سپاه تفت می‌باشند. در حال حاضر سرتیپ‌دوم پاسدار حسین زارع کمالی فرماندهی سپاه الغدیر یزد را برعهده دارد.